# Nette-Seen

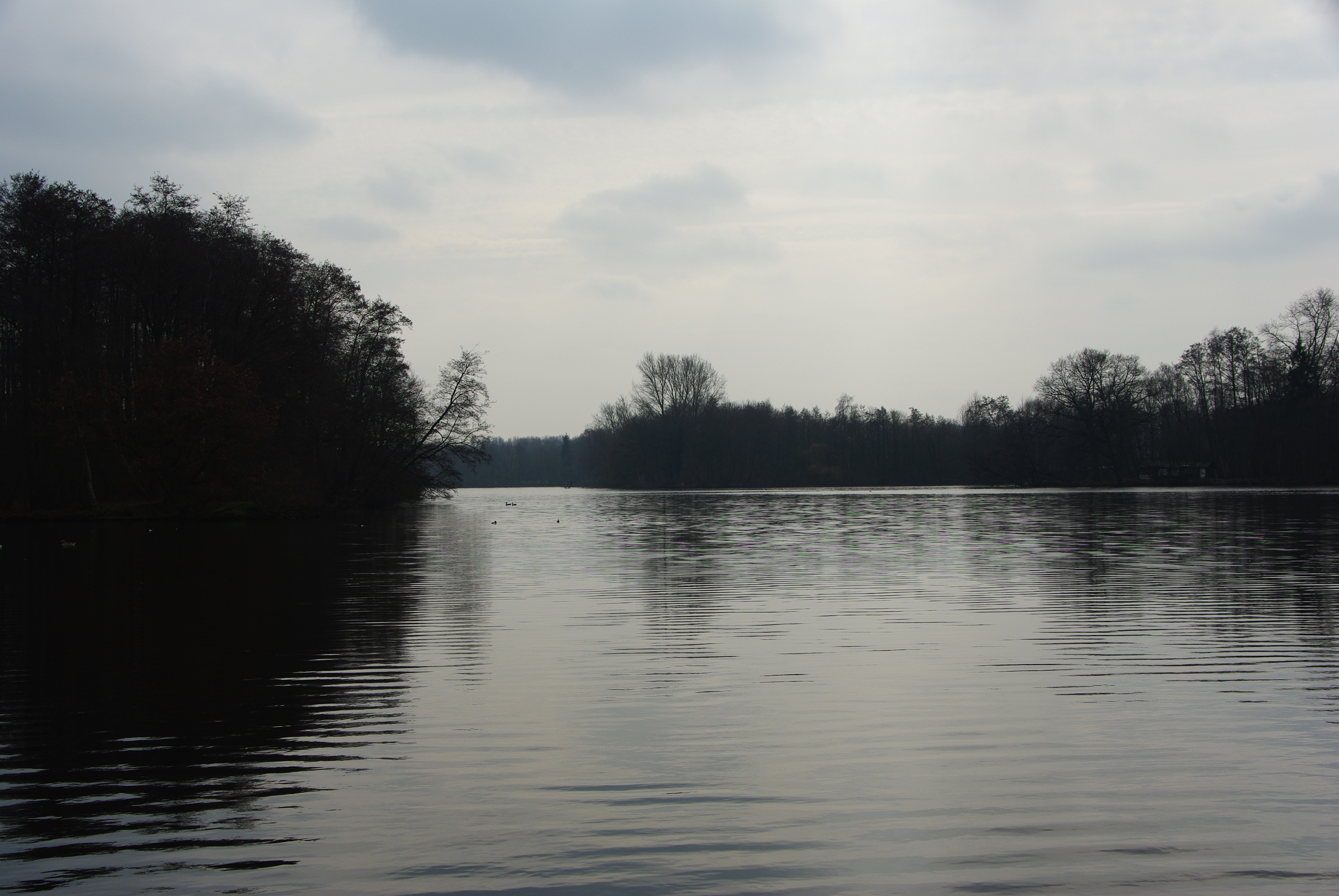
Großer De Wittsee

Die Nette-Seen gehören zum Naturpark Schwalm-Nette im linken Niederrheingebiet, nahe der niederländischen Grenze. Sie befinden sich in der Stadt Nettetal im Kreis Viersen. Ihren Namen haben sie von dem Flüsschen Nette, in dessen Talniederung sich diese künstlich angestauten und teilweise durch Torfgewinnung vergrößerten Seen befinden.
Im Einzelnen sind zu nennen: der Kleine Breyeller See (Wasserfläche: 5,3 ha), der Große Breyeller See (9,2 ha), das Nettebruch (13,2 ha), der Windmühlenbruch (6 ha), das Ferkensbruch (4,5 ha), der Kleine De-Witt-See (4,5 ha) und der Große De-Witt-See (22,5 ha). Weiter flussabwärts folgen nach der Passage des Secretis-Sumpfes die Krickenbecker Seen.
Bis zum 31. Dezember 1999 wurde die Bahnstrecke Kempen–Venlo mit dem Haltepunkt Wittsee bedient.